# دي جي سي ريكوردز
دي جي سي ريكوردز (بالإنجليزية: DGC Records)‏ هي شركة تسجيلات أمريكية ضخمة مملوكة من قبل مجموعة يونيفرسال الموسيقية. والتي حالياً تشغل منصب علامة مساعدة في إنترسكوب ريكوردز.

## فنانون وفرق موسيقية
من أبرز الفنانين والفرق الموسيقية التي تعاقدت مع «دي جي سي ريكوردز»:
- بيك
- بلينك-182
- سونيك يوث
- كولدبلاي
- ريفرز كومو
- غيم
- تيد هوكينز
- هول
- جيمي إيت وورلد
- ملك الملوك
- أيمي مان
- جوزيف مور
- نيرفانا
- بابا روتش
- كان روبرتس
- سونيك يوث
- ويزر
- روب زومبي